# Alan Webb (calciatore)
Alan Richard Webb (Wrockwardine, 1º gennaio 1963) è un allenatore di calcio ed ex calciatore inglese, di ruolo difensore.

## Caratteristiche tecniche
Era un terzino destro.

## Carriera

### Giocatore
Esordisce tra i professionisti nel 1981, all'età di 18 anni, con il West Bromwich, club in cui in precedenza aveva già giocato nelle giovanili, con cui nel corso della stagione 1981-1982 gioca 6 partite nella prima divisione inglese; nella stagione successiva gioca con maggiore regolarità, disputando 13 partite di campionato. Nella stagione 1983-1984 viene inizialmente ceduto in prestito al Lincoln City, con cui gioca 11 partite in terza divisione, per poi tornare al West Bromwich, con cui nella seconda parte della stagione gioca altre 5 partite in prima divisione.
Nell'estate del 1984 viene ceduto gratuitamente al Port Vale di John Rudge, militante in quarta divisione; qui, nella sua prima stagione conquista una promozione in terza divisione, categoria in cui milita ininterrottamente da titolare con i Valiants fino al termine della stagione 1988-1989, nella quale vincendo i play-off il club viene promosso in seconda divisione. Nella stagione 1989-1990 gioca 14 partite in questa categoria finché nell'ottobre del 1989 si rompe una gamba in uno scontro di gioco con Micky Quinn del Newcastle Utd, infortunio che ne condiziona pesantemente il resto della carriera, portandolo di fatto ad un prematuro ritiro al termine della stagione 1991-1992, all'età di 29 anni, con sole 7 partite di campionato (tutte in seconda divisione) giocate tra il 1990 ed il 1992

### Allenatore
Ha allenato per un breve periodo i semiprofessionisti dello Stourbridge.